# Teodor Tripplin
Teodor Teuttold Stilichon Tripplin, pseudonim „Teuttold” (ur. 13 stycznia 1812 w Kaliszu, zm. 25 stycznia 1881 w Warszawie) – doktor medycyny, podróżnik, polski pisarz, jeden z prekursorów polskiej literatury fantastycznonaukowej, powstaniec listopadowy, działacz emigracyjny, uczestnik walk niepodległościowych we Włoszech i Serbii.

## Życiorys
Był synem Fryderyka Chrystiana Ludwika Tripplina (1774–1840), filologa klasycznego, bibliotekarza, profesora szkół średnich, oficera wojsk napoleońskich, i Fryderyki Julianny Wilhelminy z baronów Horn (ur. 6 listopada 1787 w Królewcu, zm. 15 października 1862 w Tomaszowie Mazowieckim). Był kalwinistą. Jego rodzina była pochodzenia hugenockiego. Miał młodszego brata Ludwika Tasillona i siostrę Klotyldę Tusneldę.

### Udział w powstaniu listopadowym
Nauki pobierał w Szkole Wojewódzkiej w Kaliszu, a następnie (od 1827) w Pińczowie. W 1829 wstąpił do Korpusu Kadetów w Kaliszu. Wziął czynny udział w powstaniu listopadowym w stopniu podporucznika jazdy, uczestniczył w bitwach o Olszynkę Grochowską (25 lutego 1831), pod Iganiami (10 kwietnia 1831) oraz pod Ostrołęką (26 maja 1831), gdzie został ranny. W czerwcu 1831 walczył pod Kockiem, we wrześniu po kapitulacji Warszawy ruszył na odsiecz oddziałom broniącym się w twierdzy Modlin, ale pod naciskiem wojsk rosyjskich wycofał się wraz z towarzyszami przez Płock i Rypin do Brodnicy, gdzie został internowany przez Prusaków.

### Edukacja
Po uwolnieniu z internowania i wyleczeniu ran w Elblągu udał się do Królewca, gdzie podjął studia medyczne na tamtejszym Uniwersytecie (1832–1836). Po ukończeniu studiów udał się statkiem „Aurora” w podróż morską do Anglii, gdzie zamierzał odbyć praktykę lekarską. Dotarł tam pod koniec 1836 roku po pewnych perypetiach (rozbicie statku w pobliżu miasta Jölö u wybrzeżu Norwegii zmusiło go do odbycia podróży lądowej po tym kraju). W Londynie pracował kolejno jako lekarz, nauczyciel, dziennikarz. Przystąpił tam do Towarzystwa Demokratycznego Polskiego (1837). W roku 1837 z Anglii udał się do Hiszpanii, by odbyć praktykę w roli lekarza wojskowego w czasie wojny domowej. Zaciągnął się do chorągwi dragonów don Carlosa. Korzystając z okazji zwiedził Hiszpanię, Portugalię, Maroko (1837–1838). W roku 1838 przybył do Francji na uzupełniające studia w słynnej szkole medycznej w Montpellier. W 1840 roku otrzymał doktorat medycyny i chirurgii na podstawie dysertacji doktorskiej „Quelques mots sur la fièvre typhoïde” („Słów kilka o gorączce tyfusowej”).

### Praktyka lekarska
Od 1840 dr Teodor Tripplin praktykował w klinikach paryskich, potem w kilku miejscowościach francuskich. Pisywał artykuły do gazet francuskich i czasopism lekarskich. W 1841 kandydował nieudanie do Centralizacji Towarzystwa Demokratycznego Polskiego. W 1842 wykładał chemię w słynnej Szkole Polskiej w Batignolles (ob. dzielnica Paryża), występując pod imieniem „Teuttold”. W 1843 osiadł na krótko w Strasburgu, potem udał się nielegalnie (bez zezwolenia władz pruskich) do Poznania, by spotkać się z rodziną. Gościł przez kilka miesięcy u hrabiego Tytusa Działyńskiego. Został jednak aresztowany przez Prusaków i zmuszony do powrotu do Francji.
Praktykował jako lekarz we Francji, w latach 40. podróżował do Danii, Szwecji i Anglii. W latach 1844–1848 osiedlił się i praktykował jako lekarz w miasteczku Delle w dolnej Alzacji. W 1845 czasowo przebywał w Besançon, skąd wywodziła się hugonocka rodzina Tripplinów. W 1846 odwiedził kraje skandynawskie, a wracając nielegalnie przez kraje niemieckie udał się do Wielkopolski. Został aresztowany, osadzony w twierdzy głogowskiej. Został ponownie wydalony do Francji.

### Działalność literacka
W 1849 wrócił do Polski i zamieszkał w Warszawie, gdzie zajął się pracą literacką, pisząc głównie powieści przygodowe oraz realne obserwacje zmieszane z fikcją, takie jak Wspomnienia z podróży po Danii, Norwegii, Anglii, Portugalii, Hiszpanii i państwie marokańskim (1844) czy Pan Zygmunt w Hiszpanii. Powieść prawdziwa z ostatniej wojny domowej hiszpańskiej (1852). Wydana w 1857 roku powieść Najnowsza podróż po Danii, Norwegii i Szwecji okazała się plagiatem, co zmusiło Tripplina do przeniesienia się na Litwę. Maria Konopnicka i Jacek Kolbuszewski opisali to wydarzenie. Według nich, do Tripplina zgłosił się autor, który chciał wydać rzekomo swoje własne podróże po Skandynawii. Trippin lekkomyślnie podpisał się więc pod utworem swoim nazwiskiem, a zarobione pieniądze przekazał rzeczywistemu sprawcy plagiatu.
Elementy fantastyki naukowej znaleźć można w utworach Maskarada w obłokach czyli podróż napowietrzna na Morze Północne (1856) i Podróż po Księżycu odbyta przez Serafina Bolińskiego (1858). Pierwsza z powieści poprzedziła o siedem lat głośną powieść Juliusza Verne’a Pięć tygodni w balonie, zaś druga książkę Verne’a Z Ziemi na Księżyc.

### Podróże w latach 1859–1877
W 1859 Tripplin wyjechał z kraju wraz żoną do Wiednia, gdzie praktykował u Jana Opolzera, profesora Uniwersytetu Wiedeńskiego. Następnie wyjechał do Konstantynopola, gdzie został lekarzem wojskowym. Odbył podróż po Grecji, odwiedził Jerozolimę, udał się przez Egipt i Algier do Francji. Podjął praktykę medyczną w miasteczku Rives de Gères (Rive-de-Gier), niedaleko St.-Étienne w departamencie Loary. Następnie przeniósł się do Włoch i podjął praktykę w Turynie. W 1860 odpowiedział na apel Giuseppe Garibaldiego i walczył o niepodległość Włoch. Uczestniczył w bitwach pod Neapolem i Reggio, za co otrzymał rangę kapitana i order za waleczność. Kiedy Garibaldi podjął walkę z wojskami papieskimi, na znak protestu wraz z innymi Polakami wystąpił z wojska. W latach 1861–1862 wykładał i pracował jako lekarz w polskiej szkole dowódców wojskowych w Genui (przeniesiono ją wkrótce do Cuneo), której założycielem był gen. Ludwik Mierosławski. W sporach emigracyjnych stanął po stronie Mariana Langiewicza i Zygmunta Padlewskiego, czym przyczynił się do ustąpienia Mierosławskiego (V 1862). Opanowawszy dobrze język włoski podjął współpracę z prasą włoską, m.in. z dziennikiem „Il Giornale de Torino” (1862–1866). W 1863 wyjechał do Jerozolimy, zatrudniając się w miejscowym szpitalu. W roku 1864 wrócił do Włoch i w Rzymie podjął praktykę lekarską. Według Anieli Tripplinówny, „otrzymał [wtedy] od kardynała Riario Sforza polecenie, aby zbadał i udowodnił wspólne pochodzenie wszystkich aryjskich języków. Mozolne to zajęcie zapełniło dwa lata jego życia”. W tym czasie oprócz artykułów prasowych, wspomnień z podróży i recenzji napisał po włosku liczne dramaty i komedie, m.in. „Il Preste”, „I martini”, „La moglie”, „La donna”, wystawiane na wielu scenach włoskich. Jedna ze sztuk „Le donne polacche” (Pisa 1864) ukazała się drukiem. W r. 1866 po wybuchu wojny austriacko-włoskiej wstąpił do szeregów Garibaldiego jako lekarz wojskowy. Brał udział w bitwie pod Custozzą (24 VI 1866 r.), podczas której został ranny, i w oswobodzeniu Wenecji. Zdemilitaryzowany w roku 1868 osiadł wraz emigrantami polskimi, walczącymi o wolność Włoch, w klasztorze Citeriore w Kalabrii. Tu pełnił funkcję lekarza wiejskiego i organisty w miejscowym kościele. Pisywał artykuły polityczne i beletrystyczne, publikowane w prasie włoskiej. W latach 1870–1873 prowadził praktykę prywatną we Florencji i Sienie. W roku 1873 wyjechał w celach zdrowotnych do Jerozolimy, gdzie pozostawał przez 2 lata.

### Rzekoma śmierć dr. Tripplina w roku 1877
Wiadomość o śmierci pisarza dotarła do Polski w roku 1877 i została ogłoszona w kilku czasopismach polskich, a następnie odwołana. Zdaniem Jacka Kolbuszewskiego, sam Tripplin, planując powrót do kraju, poprzedził swój przyjazd zmistyfikowaną nowiną o własnej śmierci. Wersja oficjalna głosi, że podczas pobytu dra Tripplina na Bliskim Wschodzie student medycyny Byszyński (vel Bystrzyński), odbywający u dra Tripplina praktyki lekarskie, zagarnąwszy mienie i dokumenty lekarskie swego pryncypała otworzył praktykę w Bolonii, a potem w Pizie, gdzie jednak umarł (w marcu 1876 lub 1877) w zupełnej nędzy „na skutek nałogu” [morfinizmu] i został pochowany pod imieniem Tripplina. Informacja o śmierci została oficjalnie przekazana do Warszawy. Powróciwszy z Jerozolimy do Włoch (1875), dr Tripplin osiadł na krótko w Turynie i po pewnym czasie odszukał skromną mogiłę „z nazwiskiem Teodora Tripplina” na cmentarzu w Pizie, pozostawionego jednak majątku i dokumentów lekarskich nie odzyskał.

### Ostatnie lata życia

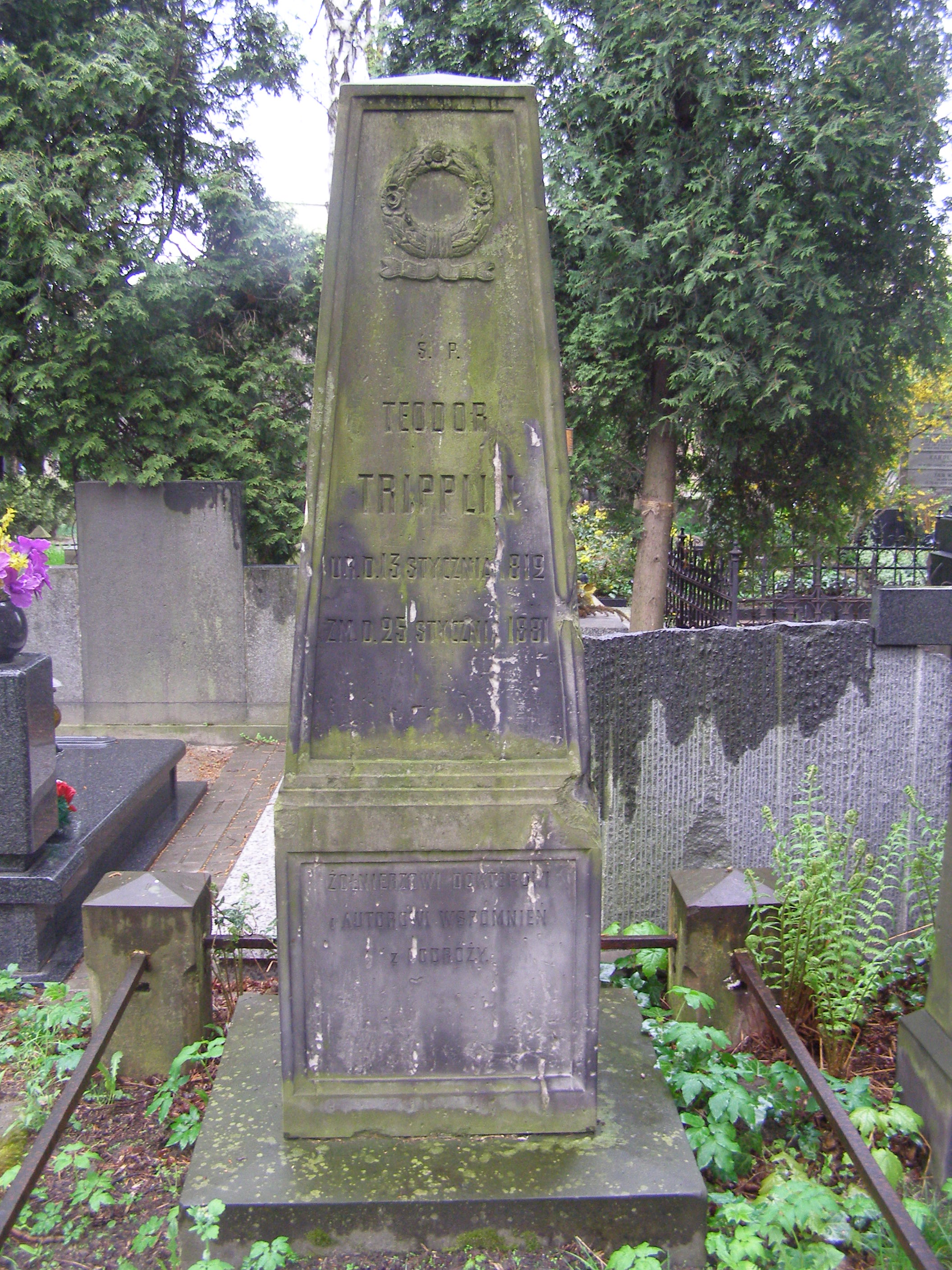
Grób Teodora Tripplina na cmentarzu ewangelicko-reformowanym w Warszawie

Pod koniec 1876 dr Tripplin zemdlał na ulicy we Florencji i trafił do tamtejszego szpitala miejskiego, gdzie rozpoznał go Teofil Lenartowicz (poeta) i Cyprian Godebski (rzeźbiarz). Po dwumiesięcznej kuracji wyruszył Tripplin do Polski, ale został w Grazu zatrzymany jako podejrzany rewolucjonista przez policję austriacką i pod konwojem odstawiony do więzienia w Brucku. Stamtąd udał się za zgodą władz do zakładu leczniczego dra Jana Czerwińskiego w pobliskim Fürstenhofie. Tam ze względu na stan zdrowia (stwierdzono gruźlicę i ogólne wycieńczenie organizmu) uzyskał zgodę na wyjazd przez Wiedeń do Krakowa, gdzie dotarł w kwietniu 1877 r. W Krakowie trafił do szpitala miejskiego i tam został odnaleziony przez bratanicę Anielę Tripplin (1842–1908), warszawską literatkę i dziennikarkę. Przekraczanie granicy rosyjskiej spowodowało 10-dniowe internowanie w Będzinie, gdyż żandarmi carscy uważali Teodora Tripplina za zmarłego. W maju 1877 r. powrócił Tripplin do Warszawy i został oficjalnie rozpoznany przez Karola Kucza, redaktora „Kuriera Codziennego”, i Jana B. Folanda, wiceprezesa Teatrów Warszawskich. Zamieszkał u rodziny zmarłego brata Ludwika Tassillona (1814–1864) i podjął pracę literacką. Oprócz kilku artykułów prasowych ogłosił czterotomowe Wspomnienia z ostatnich podróży (1878).
Zmarł 25 stycznia 1881 w Warszawie. Pochowany został w Warszawie na cmentarzu ewangelicko-reformowanym przy ul. Żytniej 42 (kw. S, rz. 1). Pogrzeb odbył się w czwartek 27 stycznia 1881 roku z kościoła ewangelicko-reformowanego przy ul. Leszno.

## Rodzina
Jego nieślubnym synem ze związku z Hortensją (Hortense) Boulanger był Julien Jean Stanislas Tripplin (ur. 7 maja 1843 w Strasburgu, zm. 24 sierpnia 1926 w Londynie), optyk, horolog i astronom francuski. 
Teodor 1 listopada 1849 r. w Krakowie pojął za żonę Helenę Rzuchowską, prawdopodobnie córkę Kajetana Dunin-Rzuchowskiego (1775–1848), pułkownika (od r. 1846 generała) wojsk polskich, uczestnika powstania listopadowego, i Kajetanii z Dobieckich (zm. 1861). Małżeństwo nie doczekało się potomstwa. Wnukami jego brata byli polityk Ignacy Szebeko oraz senatorka II RP, Józefa Szebeko.

## Twórczość

### Publikacje książkowe

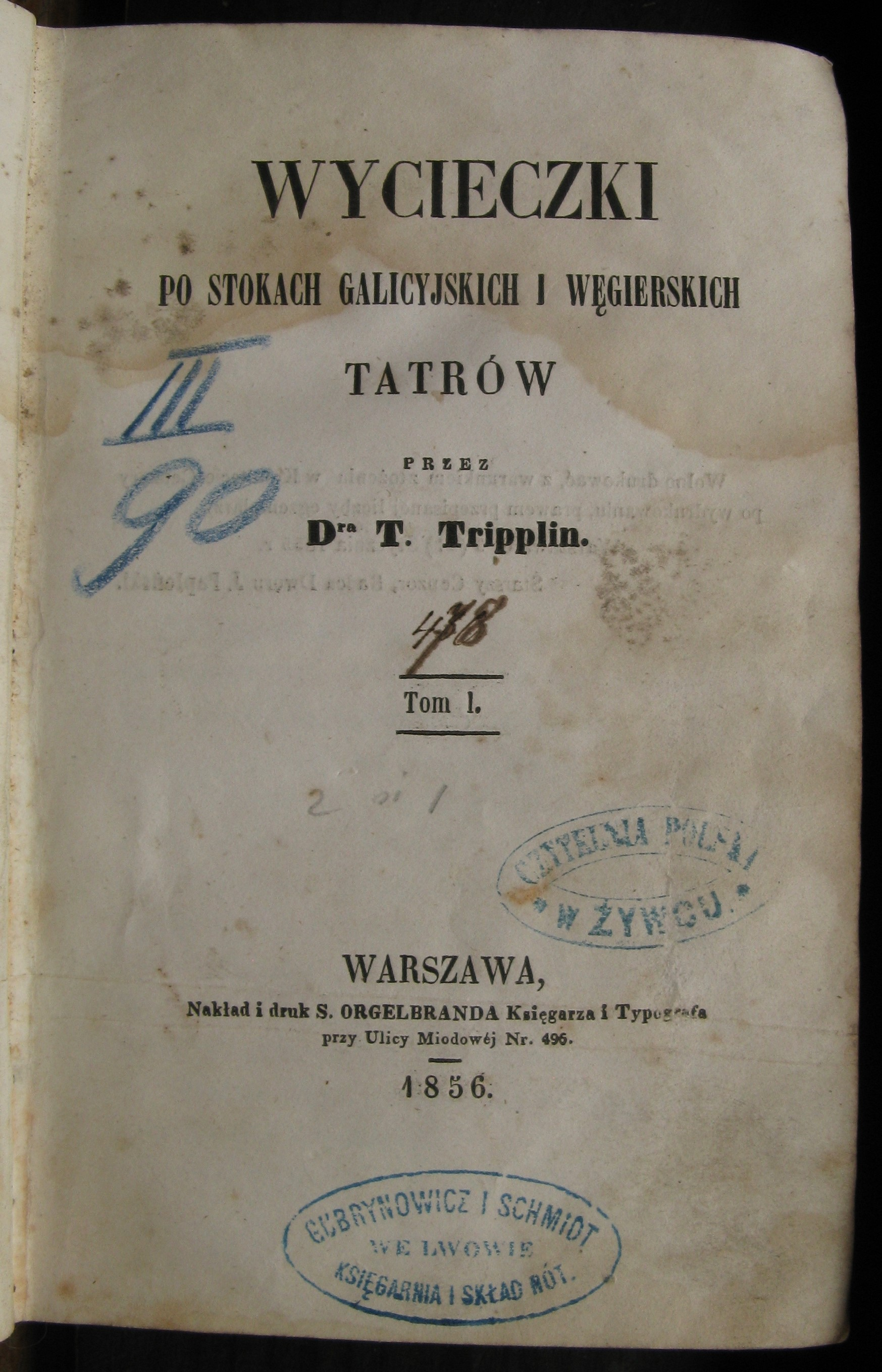
Strona tytułowa pierwszego wydania I tomu dzieła Wycieczki po stokach galicyjskich
i węgierskich Tatrów (1856)

- Wspomnienia z podróży po Danii, Norwegii, Anglii, Portugalii, Hiszpanii i Państwie Marokańskim, t. 1-2, Poznań 1844.
- Anglija dziś i dziesięć lat temu, Warszawa 1851.
- Pan Zygmunt w Hiszpanii. Powieść prawdziwa z ostatniej wojny domowej hiszpańskiej, t. 1-4, Warszawa 1852;
- Wspomnienia z podróży po Danii, Norwegii, Anglii, Portugalii i państwie marokańskim, wyd. 2, t. 1-12, Warszawa 1851-1853; wyd. 3, t. 1-8, Petersburg 1853, wyd. 4, tamże 1855;
- Asmodeusz w Paryżu. Wspomnienia lekarza Polaka, t. 1-4, Warszawa 1854;
- Pamiętniki lekarza Polaka z wypadków za granicą doznanych, t. 1-6, Warszawa 1855, wyd. 2, t. 1-4, Warszawa 1857;
- Wycieczki po stokach galicyjskich i węgierskich Tatrów, t. 1-2, Warszawa 1856;
- Podróż przez Saharę, ułożona z opowiadań Jakuba Arago i objaśniona przypisami i uwagami, Warszawa 1854;
- Nowa podróż naokoło ziemi odbyta na fregacie Ermancyja przez dra Antoniego Zdanowicza, Warszawa 1855;
- Amazonka. Szkic z życia światowego w zamkach Francji. Z francuskiego przerobiony, Warszawa 1857.
- Lekarz w Szwajcarii, t. 1-4, Warszawa 1856;
- Kobieta z głową, obraz z życia galicyjskiego, t. 1-2, Warszawa 1856;
- Najnowsza podróż po Danii, Norwegii i Szwecji, Wilno 1856;
- Maskarada w obłokach czyli podróż napowietrzna na Morze Północne, Wilno 1856;
- Podróż po Księżycu odbyta przez Serafina Bolińskiego, Wilno 1858);
- Lunatycy, czyli przepowiedziane nieszczęście. Opowiadanie wypisane z rękopisu niewiadomego autora, t. 1-2, Wilno 1857;
- Powrót spod Berezyny. Opowiadanie śp. Antoniego hr. Lanckorońskiego, b. pułkownika b. wojsk polskich, Wilno 1857;
- Dziennik podróży po Litwie i Żmudzi, t. 1-2, Wilno 1858;
- Wycieczki lekarza Polaka po własnym kraju, t. 1-4, Wilno 1858.
- Le donne polacche, dramma originale in cinque atti con prologo del dr. Teodoro Tripplin, pubblicato per cura del Comitato promotore la Societa Democratica Montanelli in Pisa, Pisa 1864, Tip. Valenti, 128 s.
- Wspomnienia z ostatnich podróży, t. 1-4, Warszawa 1878.

Pełniejsza bibliografia dra Teodora Tripplina jest dostępna w wiarygodnych publikacjach bibliograficznych.
Bratanica pisarza Aniela Tripplin podaje, że Teodor Tripplin pozostawił w rękopisie 8 nieopublikowanych prac, które były „pełne werwy, dowcipu i gorącej miłości do ojczyzny”.

### Tłumaczenia, artykuły, drobne prace
- Alain-René Lesage, Diabeł kulawy, Warszawa 1853;
- Zmartwychwstały kapitan, „Józefa Ungra Kalendarza Warszawskiego Popularno-naukowego” 1856;
- Grobowiec bez napisu nad Niemnem, „Józefa Ungra Kalendarza Warszawskiego Popularno-naukowego” 1857.

### Publikacje medyczne i higieniczne
- Quelques mots sur la fièvre typhoïde, Montpellier 1840, s. 52.
- O chloroformie, o rodzaju zatrucia, które sprowadza jego nadużycie i o znakach przepowiadających to zatrucie, Tygodnik Lekarski 1849, nr 45.
- Kalotechnika, czyli sztuka zachowania piękności, Warszawa 1856;
- Higiena polska, czyli sztuka zachowania zdrowia, przedłużenia życia i uchronienia się od chorób, zastosowana do użytku publicznego ze szczególnym poglądem na okoliczności w naszym kraju i klimacie wpłynąć mające na tworzenie się słabości, cierpień i chorób, t. 1-2, Warszawa 1857